# Mycetophila neoclavigera
Mycetophila neoclavigera är en tvåvingeart som beskrevs av Duret 1986. Mycetophila neoclavigera ingår i släktet Mycetophila och familjen svampmyggor. Inga underarter finns listade i Catalogue of Life.